# Veenkanaal (Twente)
Het Veenkanaal is een kanaal in de Nederlandse gemeente Twenterand. Het in Westerhaar-Vriezenveensewijk gelegen kanaal begint in Daarlerveen in het Kanaal Almelo-De Haandrik en loopt in oostelijke richting via Westerhaar-Vriezenveensewijk richting het natuurgebied De Engbertsdijksvenen, waar het ter hoogte van de Paterswal overgaat in het Geesterens Stroomkanaal.

## Geschiedenis
De aanleg van kanalen en wijken (1890-1907) gaf de aanzet voor grootschalige vervening van het gebied rondom het dorp Vriezenveenschewijk, het latere Westerhaar-Vriezenveensewijk. De omgeving van het gebied werd in eerste instantie op kleine schaal verveend. Dankzij het Veenkanaal werd het mogelijk om via het water turf af te voeren naar het Overijssels Kanaal. Na uitvoerige discussie in de gemeenteraad van Vriezenveen werd in 1888 een onteigeningsprocedure opgestart. Op deze plaats lag al een afwateringswijk met de naam "de tweede nieuwe Leidijk". Deze had volgens de eerste plannen uitgediept kunnen worden om te dienen als Veenkanaal. Dit liep anders omdat het eerste gedeelte door de Nonkeswijk moest. Dit stuitte op verzet van eigenaar Nonkes, die een te hoge vergoeding wilde hebben. Men liet daarom het Veenkanaal afbuigen en lopen door de al bestaande Middendorpswijk in gemeente Hellendoorn. Hierdoor sloot het Veenkanaal iets noordelijker aan op het gedeelte Kanaal Almelo-De Haandrik van de Overijsselse Kanalen.

## Bruggen, sluizen en zwaaikom
Voor de grotere schepen werd een zwaaikom gemaakt ter hoogte van turfstrooiselfabriek van de firma Trio. Deze is nog altijd zichtbaar. De eerste schutsluis werd in 1926 in gebruik genomen, deze is in 1936 vervangen voor een grotere sluis, de grotere verveners namen de helft van de kosten van de schutsluis voor hun rekening. Omdat het Veenkanaal hoofdzakelijk bevaren werd door schepen met een hoog tonnage werd de draaibrug in de Hoofdweg in 1929 vervangen, door een voor die tijd zeer grote ophaalbrug.

## Scheepvaart
In het eerste deel van de 20e eeuw werd het kanaal veelvuldig gebruikt voor de scheepvaart, zo bevoeren 5714 schepen in 1918 het Veenkanaal. De inkomsten voor het bedienen van de bruggen en sluizen waren een welkome inkomstenbron voor de gemeente Vriezenveen die het kanaal beheerde. Vanaf de jaren vijftig nam de scheepvaart langzaam af met nog maar 5 schepen in 1965.

## Gesloten voor scheepvaart
Na de oorlog ging het hard achteruit met de turfindustrie. In 1968 werd het gedeelte van de Paterswal tot aan de Hoofdweg gesloten voor schepen. In 1971 volgde het gedeelte vanaf de Hoofdweg tot aan Daarlerveen. Het Veenkanaal deed tevens dienst als waterafvoer. Door de latere aansluiting op het Geesterens Stroomkanaal te realiseren werd de afwatering goed aangepakt. Wel had dit als gevolg dat er in Vriezenveenschewijk, het latere Westerhaar-Vriezenveensewijk, regelmatig wateroverlast optrad. Als oplossing werd zijtak de Waterleiding gegraven. Anno 2020 doet het Veenkanaal nog altijd dienst als afwateringskanaal om de waterhuishouding in Twente op peil te houden.

## Naamswijziging Veenkanaal
In oktober 2014 besloot het dagelijks bestuur van waterschap Vechtstromen de naam van het Vriezenveense Veenkanaal te wijzigen in Veenkanaal om recht te doen aan de historische benaming. Dit volgend op onderzoek en een verzoek van Jeroen Klinkhamer, die heeft gewerkt aan de canons van de oud-gemeente Vriezenveen van de gemeente Twenterand. Het kanaal zou uit historisch oogpunt Veenkanaal moeten heten. Ook het waterschap deed daarna onderzoek. Het vermoeden is dat de namen Vrienzenveenschewijk en Veenkanaal op een gegeven moment zijn samengevoegd tot Vriezenveens(ch)e Veenkanaal en dat het waterschap de naam vervolgens ten onrechte was gaan gebruiken.